# Valle Hermoso (La Rioja)
Valle Hermoso es una pequeña localidad del departamento Vinchina, en la provincia de La Rioja, en el noroeste de Argentina.
El punto preciso de su ubicación es (28°22′58″S 67°59′59″O / -28.38278, -67.99972).
Se encuentra a unos 60 km hacia el norte de la cabecera departamental cerca del límite con la provincia de Catamarca y a unos 2380 m s. n. m. La única vía de acceso es un camino consolidado que finaliza en el lugar, de modo que el paraje sólo tiene vía de comunicación terrestre con la localidad de Vinchina.
Según los últimos Censos Nacionales de Población, Hogares y Viviendas, la población del lugar era de 68 habitantes en el año 2001 y 48 habitantes en el año 2010, lo cual evidencia una marcada tendencia decreciente sobre su ya escasa población. En los últimos censos se la considera población rural.
En el lugar existe la escuela de nivel inicial N° 212, fundada en el año 1950 llamada "Casa Pintada". Por esta razón, en algunos casos, incluso en algún material cartográfico de tipo turístico, este pequeño pueblo es llamado "Casa Pintada".